# Mercedes-Benz B-Клас
Mercedes-Benz B-Клас - п'яти-дверний автомобіль середнього класо-розміру фірми Mercedes-Benz з високим дахом, котрий за формою кузова класифікується виробником як компактвен, а за функцією чи призначенням, також як і R-Клас, класифікується на авторинку як Sports Tourer (тобто як швидкісний універсал).
Перше покоління моделі створено в 2005 році на платформі Mercedes-Benz W169 (Mercedes-Benz A-Клас).

## Перша генерація: W245, (2005-2010)

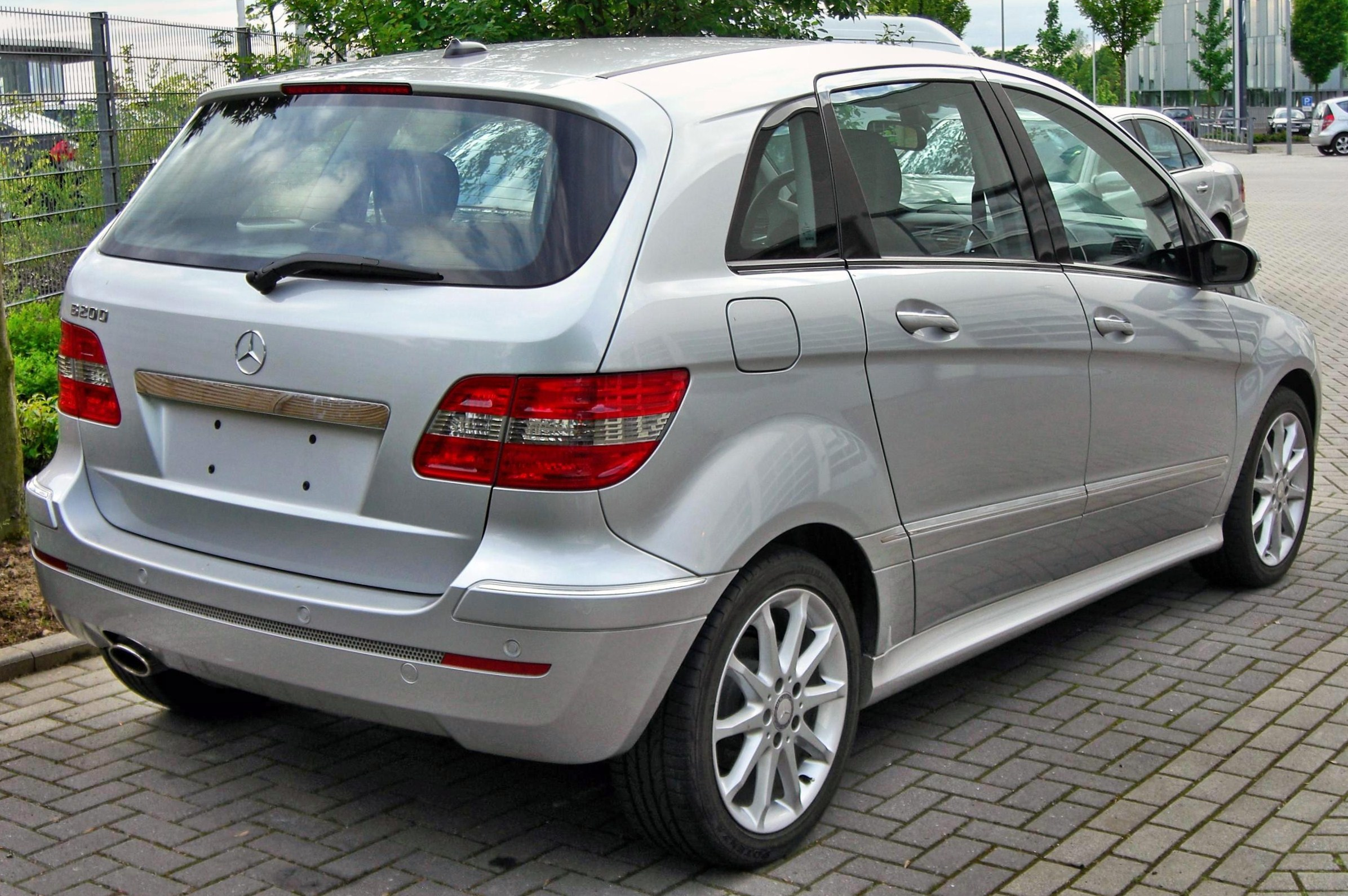
Mercedes-Benz B200 (2005-2008)

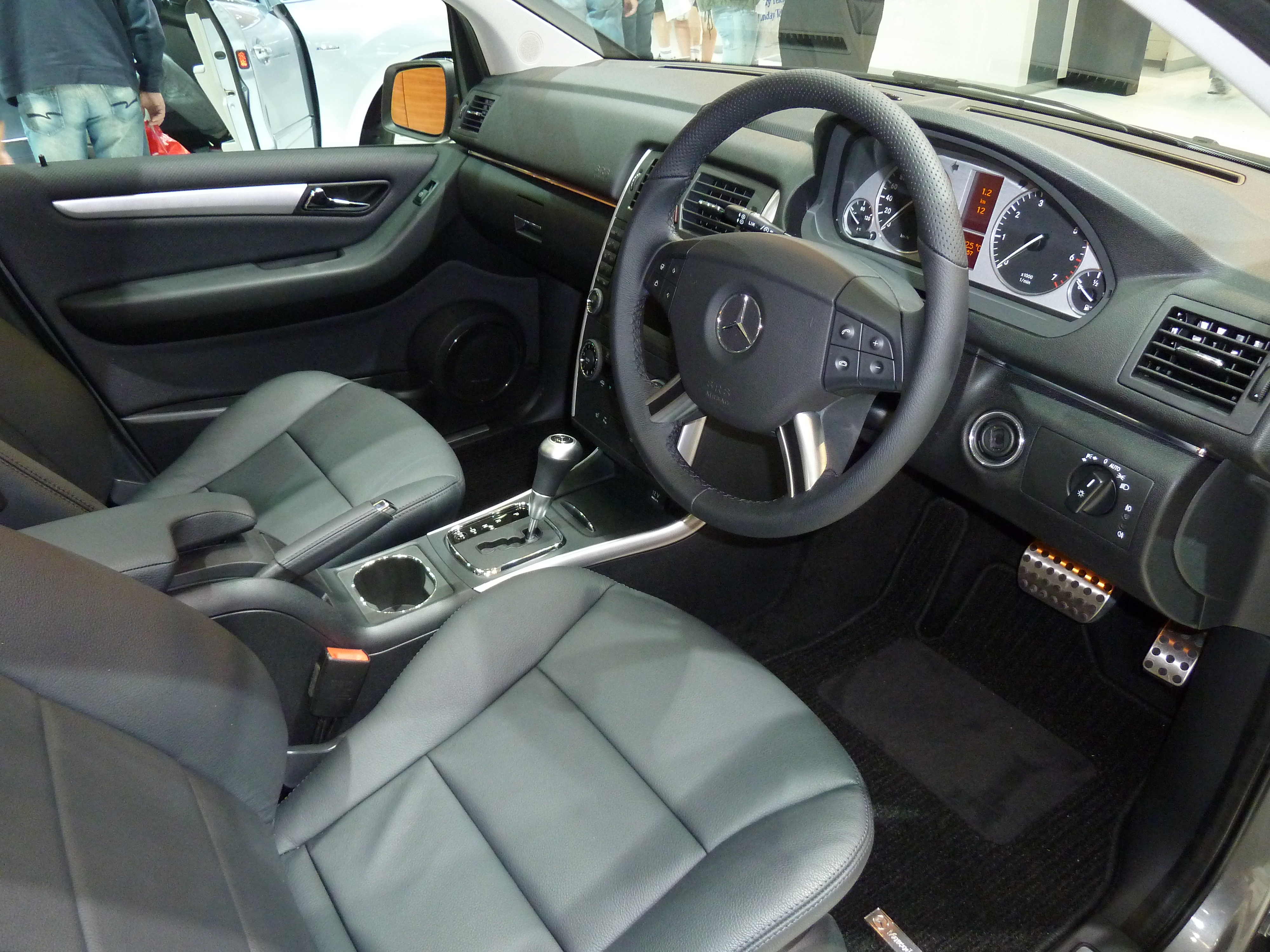

Перше покоління компактвена Mercedes-Benz B-класу (W245) дебютувало в березні 2005 року в Женеві, через рік після концепту Vision B. Серійна передньопривідна машина була, по суті, збільшеним у розмірах варіантом хетчбека A-класу і зайняла своє місце в ієрархії моделей Mercedes-Benz між ним і C-класом. B-клас, який випускався тільки з п'ятидверним кузовом, мав таку ж сендвіч-підлогу, аналогічну підвіску (стійки McPherson спереду і залежну підрулюючим ззаду) і двигуни. Останніх було шість варіантів. Серед них бензинові атмосферні 1.5 (95 к.с., 140 Нм), 1.7 (116 к.с., 155 Нм), 2.0 (136 к.с., 185 Нм) і турбомотор 2.0 (193 к.с., 280 Нм). Також пропонувалися два дволітрових дизеля (109 к.с., 250 Нм і 140 к.с., 300 Нм). Бензинові атмосферні мотори комплектувалися за замовчуванням п'ятиступінчастою «механікою», а наддувний і дизелі - шестиступінчастою. За доплату ставилося безступінчатий варіатор. 
У 2008 році модель злегка модернізували. Компактвен трохи змінив форму капота і переднього бампера, також підкоригували задні ліхтарі і бічні дзеркала. Усередині помінялися матеріали оздоблення. Після рестайлінгу Mercedes B-класу отримав новий варіант двигуна - дволітровий, що працює як на бензині, так і на метані. Крім того, деякі модифікації моторів оснастили економною функцією start/stop.

### F-Cell
З 2009 року Daimler AG почав випускати на основі B-класу машини, що працюють на водні. Їх оснащують електромотором потужністю 136 сил (290 Нм) і літієво-іонною батареєю. Останню заряджає силова установка, що працює на паливних елементах, а також система рекуперації енергії гальмування. На таких автомобілях, які мають запасом ходу 385 км, компанія цього року зробила, у тому числі за участю нашого видання, навколосвітню подорож, приурочену до 125-річчя реєстрації патенту Карла Бенца на його перший автомобіль.

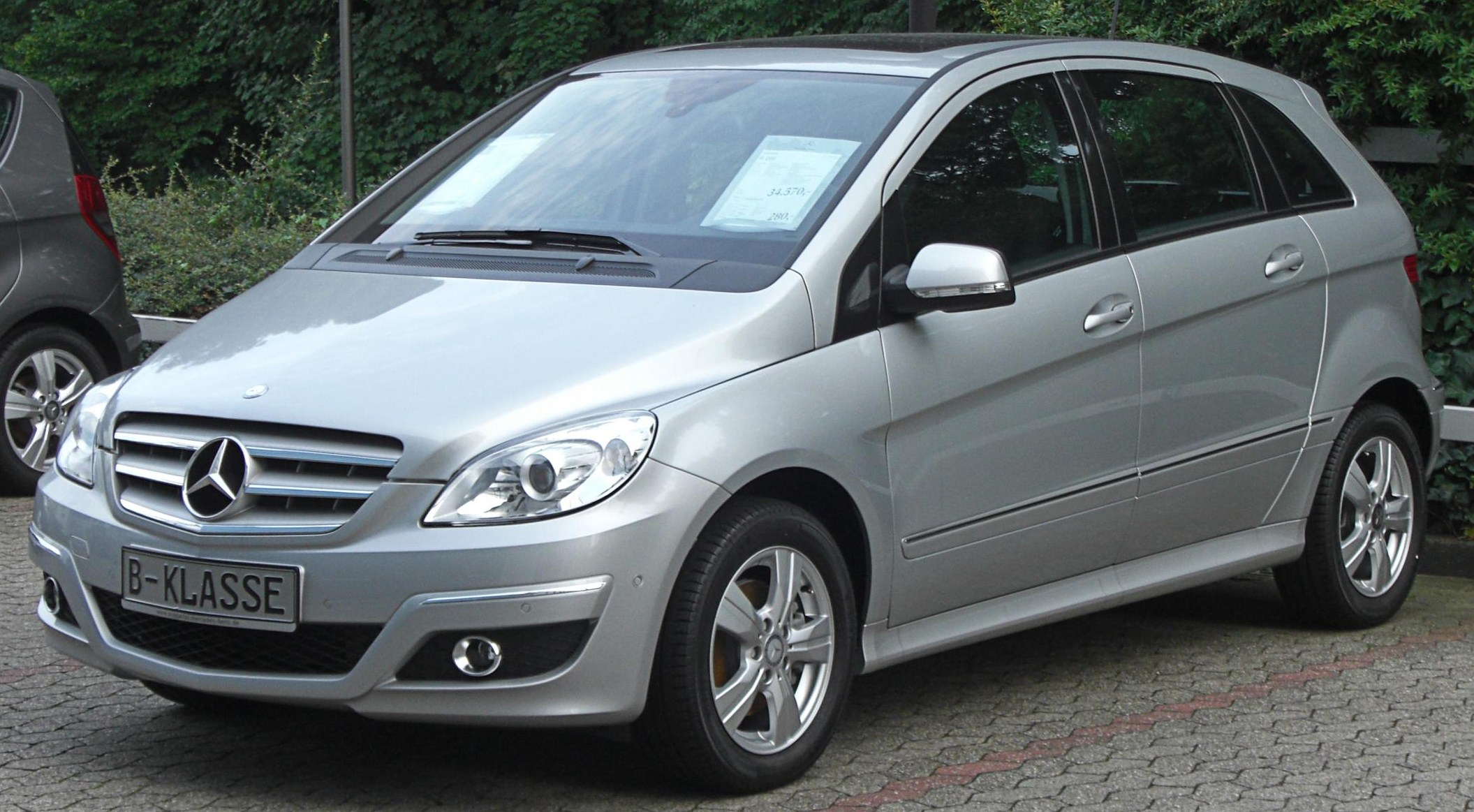
Mercedes-Benz B-Клас (2008-2011)
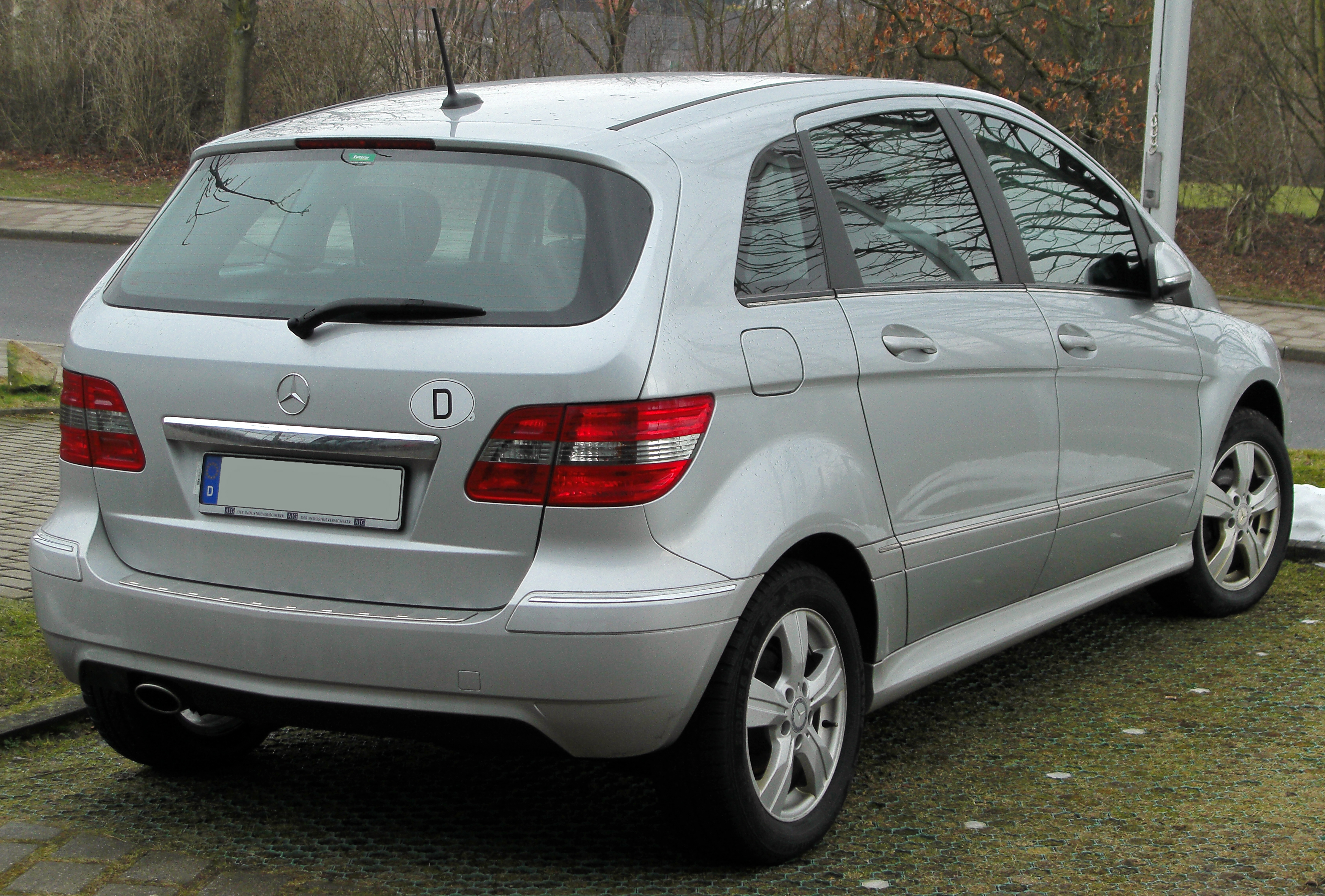
Mercedes-Benz B-Клас (2008-2011)
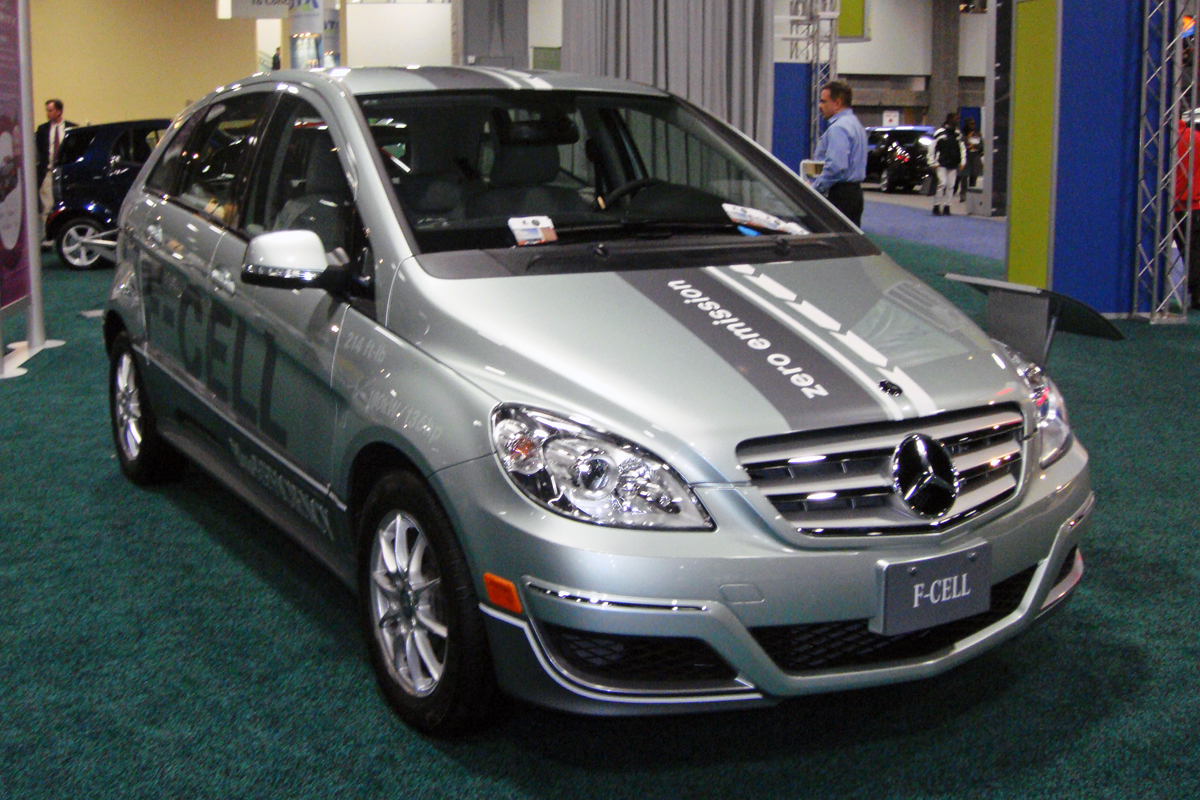
Mercedes-Benz B-Клас F-Cell

### Двигуни
Бензинові:
- 1.5 L M 266 I4
- 1.7 L M 266 I4
- 2.0 L M 266 I4
- 2.0 L M 266 I4 турбо

Дизельні:
- 2.0 L OM 640 DE 20 LA	I4

## Друга генерація: W246, (2011-2018)

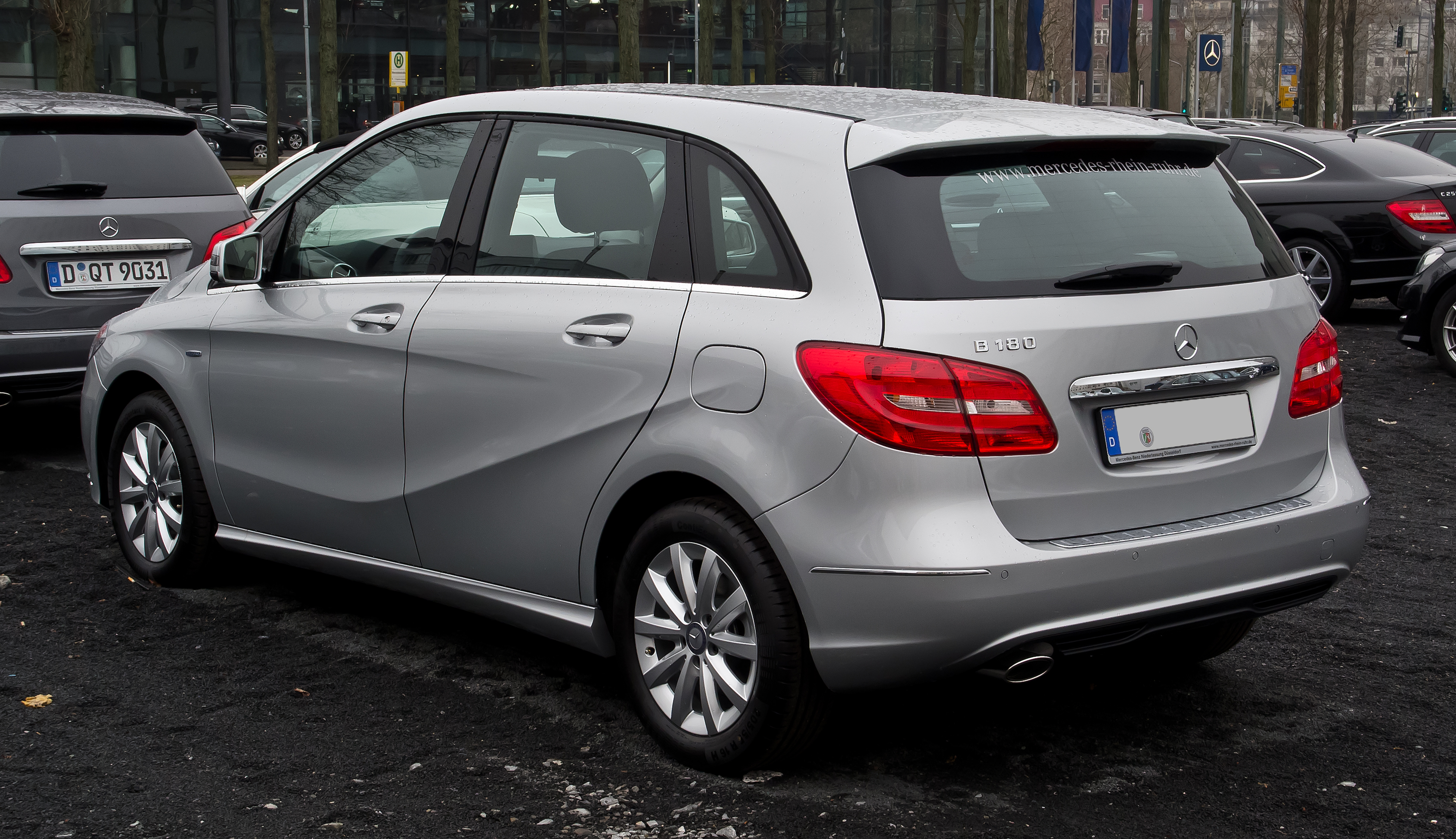
Mercedes-Benz B180 (W 246, 2011-2015)

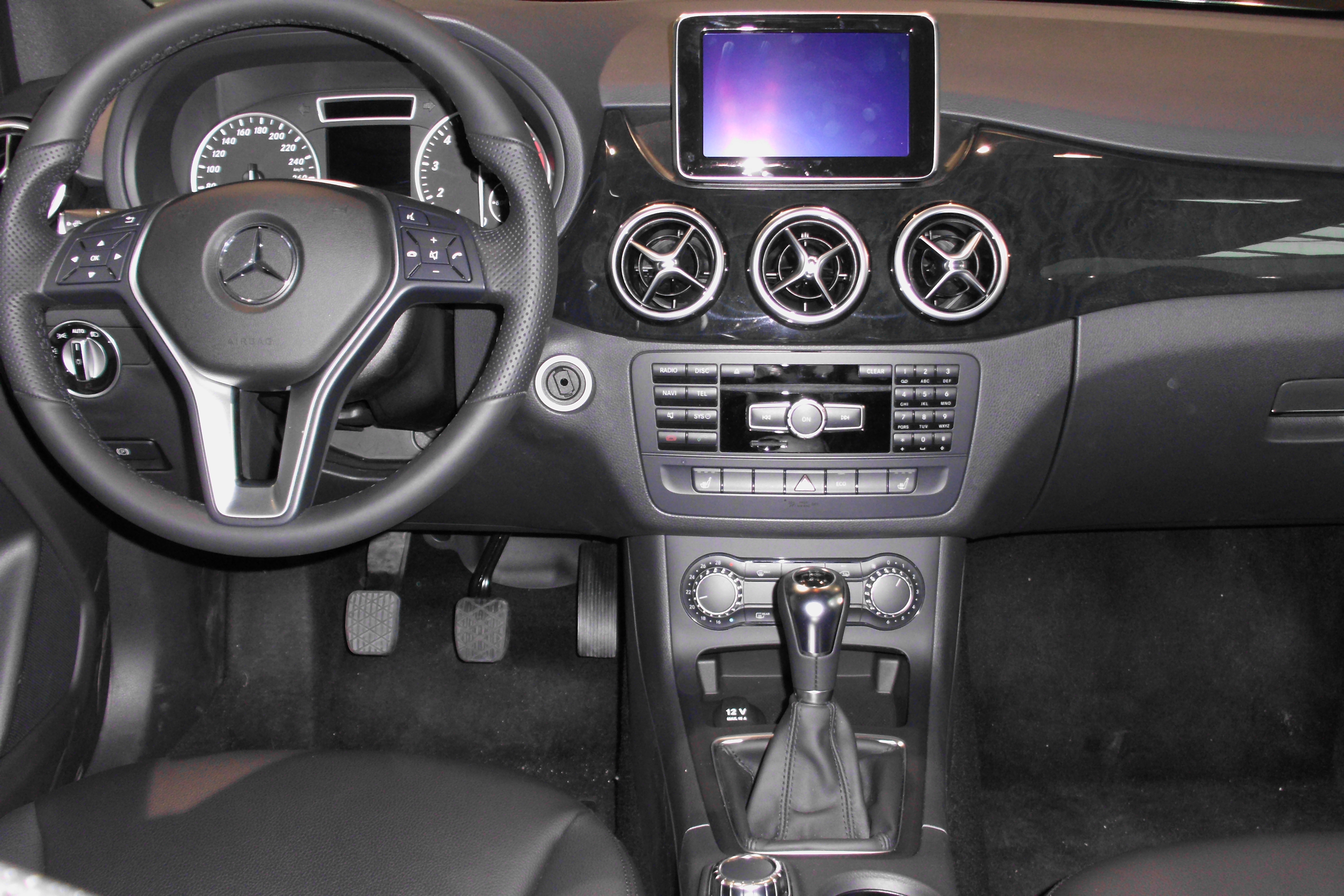
Інтер'єр

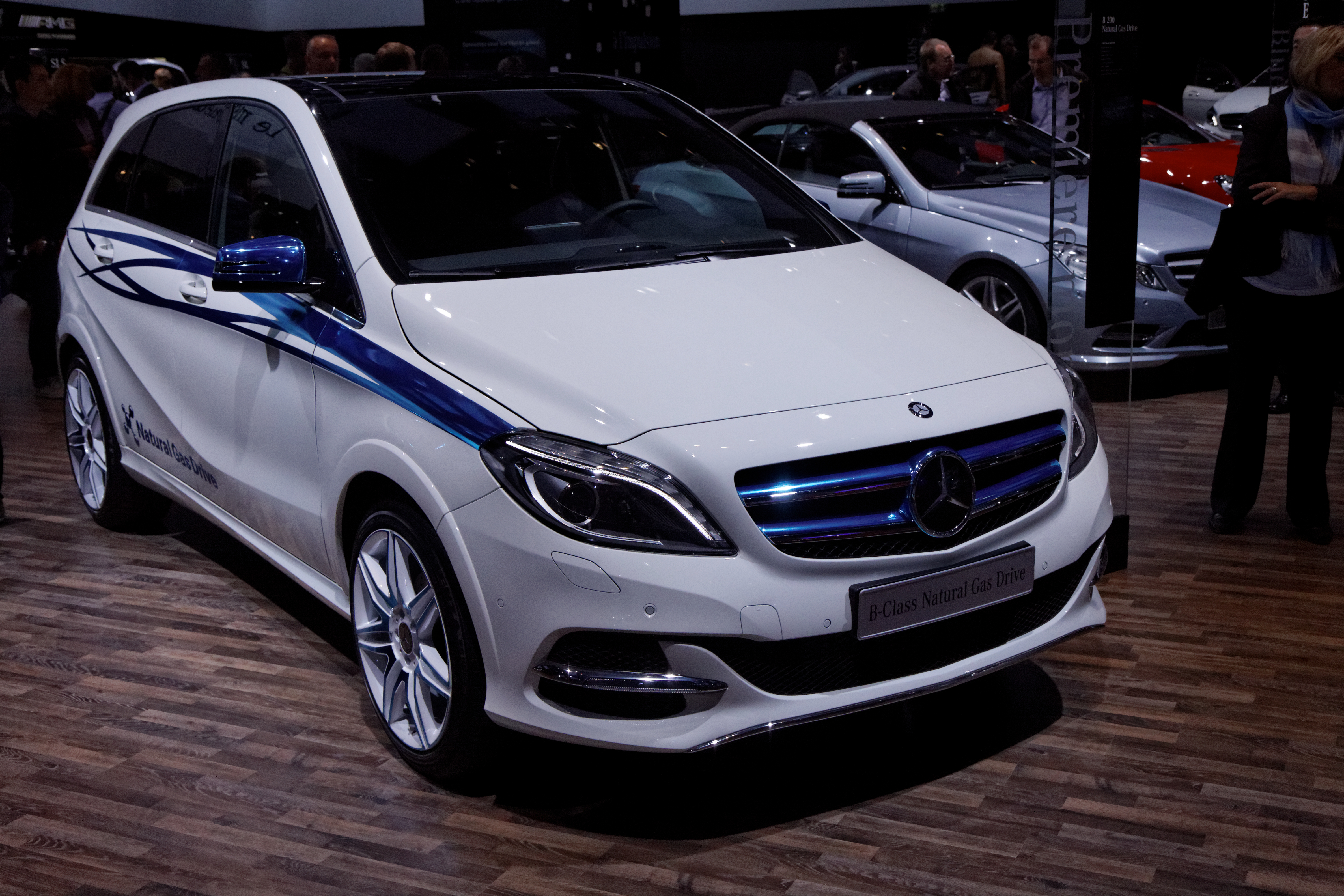
Mercedes-Benz B-Клас (W 246) на природному газі

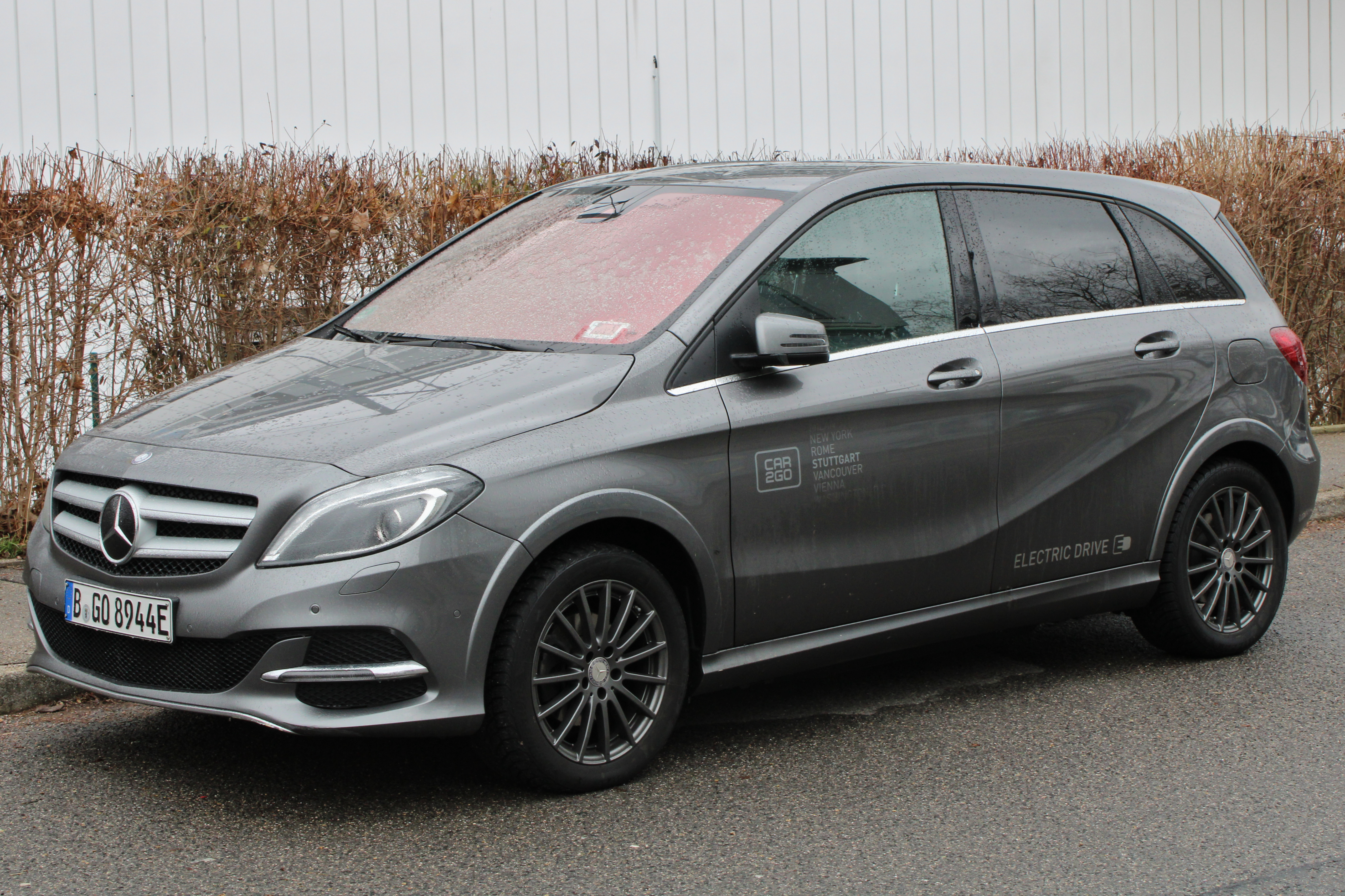
Mercedes-Benz B250e Electric Drive

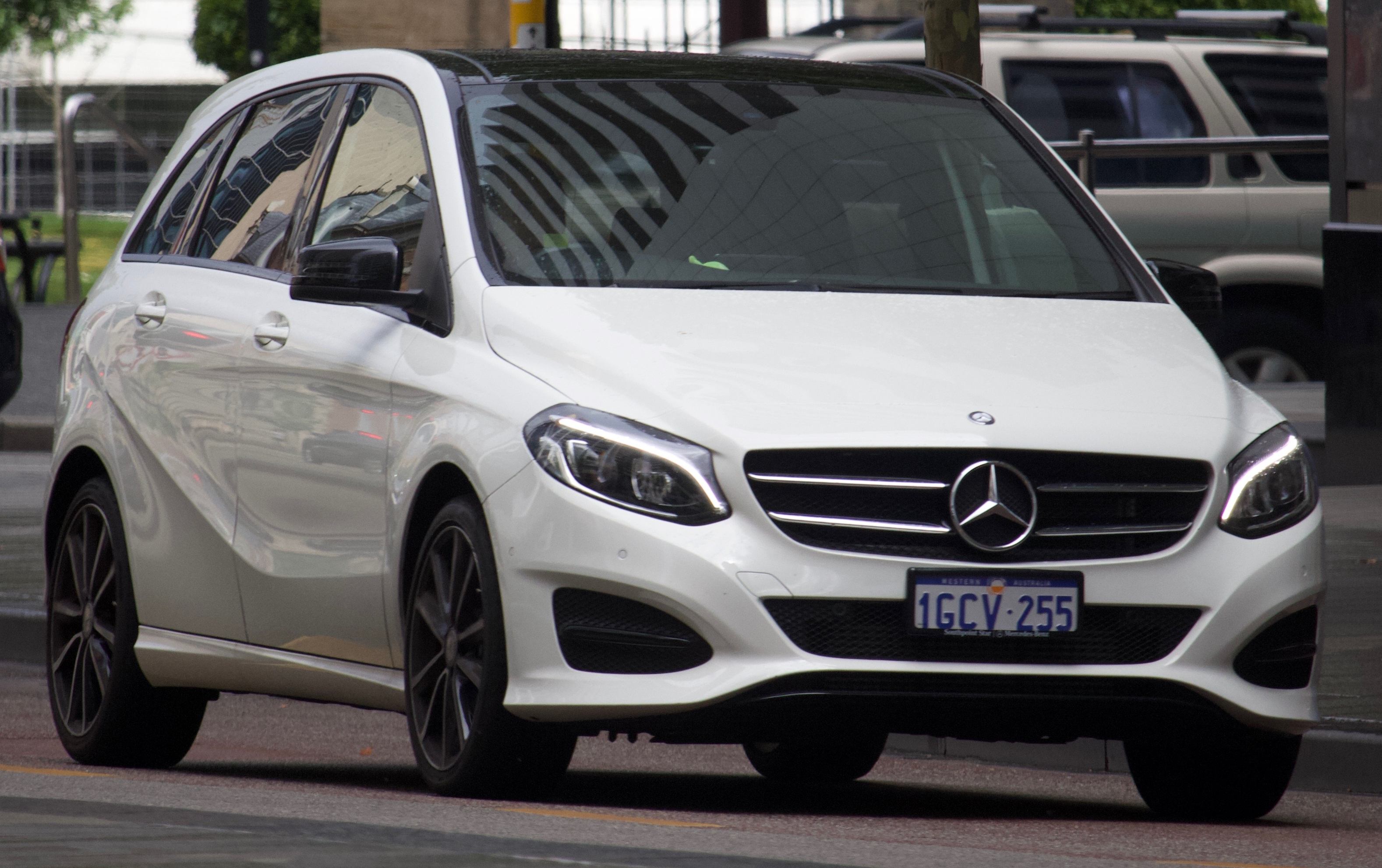
Mercedes-Benz B200 (W 246; з 2015)

Друге покоління Mercedes-Benz B-Класу (заводський індекс W246) представлено на 64-ому Франкфуртському автосалоні 2011 року. Виробництво моделі розпочалось 27 вересня 2011 року на заводі Mercedes-Benz. На європейський ринок модель вийшла 19 листопада 2011 року.
В 2014 році Mercedes-Benz B-Класу модернізують, крім того з'явиться подовжена семимісна версія.
До бази автомобілів B-Class входить центральний екран та ротатор. Усі моделі постачаються з системою супутникової навігації Garmin. Bluetooth з USB-входами та SD програвачем підходить для телефону та аудіосистеми. Покращена інформаційно-розважальна система пропонує точку Wi-Fi. Як опція запропонована система сполучення Mercedes Connect Me, яка дозволяє контролювати певні функції через додатки смартфону. Зважаючи на технологічність оснащення, винесення DAB радіо як окрему опцію, виглядає дивно. 
До переліку базових елементів безпеки належать: численні подушки безпеки, контроль стабільності, антиблокувальна гальмівна система, система слідкування за станом водія та система запобігання зіткнень, яка попередить водія у разі занадто малої дистанції до попереду їдучого транспортного засобу та загальмує, якщо реакція відсутня. До бази, також, увійшли: стоп-сигнал та система аварійної сигналізації. Якщо є бажання ще більше убезпечити себе та автомобіль, водій може оснастити його активним круїз-контролем, монітором сліпих зон та системою допомоги руху по смузі. 

### Natural Gas Drive
Це версія B 200 BlueEFFICIENCY з двома баками загальним об'ємом 125 літрів для природного газу.
Вперше представлений на автосалоні в Парижі 2012 року.
Автомобіль поступив в продаж на початку 2013 року.

### Electric Drive
На автосалоні в Парижі 2012 року представлено концепт-кар Mercedes-Benz B-класу Electric Drive. Автомобіль мав електродвигун потужністю 136 к.с. (100 кВт) і 310 Нм, оснащався літій-іонними акумуляторами Tesla Motors ємністю 36 кВт. Транспортний засіб міг проїхати без підзарядки 200 км з максимальною швидкістю 150 км/год.
На автосалоні в Нью-Йорку 2013 року представлений серійний варіант електромобіля. Запасу акумуляторів вистачає на 200 км шляху.
Модель надійшла в продаж у США в травні 2014 року, а в кінці року з'явилася на європейських ринках. Серійний електромобіль розвиває потужність 177 к.с.

### Двигуни
| Паливо | Модель                      | Роки виробництва | Код двигуна          | Об'єм    | Потужність                             | Крутний момент             |
| ------ | --------------------------- | ---------------- | -------------------- | -------- | -------------------------------------- | -------------------------- |
| Бензин | B 180 BlueEFFICIENCY        | з 11/2011        | M 270 DE 16 AL red.  | 1595 см³ | 122 к.с. (90 кВт) при 5000 об/хв       | 200 Нм при 1250–4000 об/хв |
| Бензин | B 200 BlueEFFICIENCY        | з 11/2011        | M 270 DE 16 AL       | 1595 см³ | 156 к.с. (115 кВт) при 5300 об/хв      | 250 Нм при 1250–4000 об/хв |
| Бензин | B 200 Natural Gas Drive     | з 01/2013        | M 270 DE 20 AL       | 1991 см³ | 156 к.с. (115 кВт) при 5000 об/хв      | 270 Нм при 1250–4000 об/хв |
| Бензин | B 220 4MATIC BlueEFFICIENCY | з 06/2013        | M 270 DE 20 AL       | 1991 см³ | 184 к.с. (135 кВт) при 5000 об/хв      | 300 Нм при 1250–4000 об/хв |
| Бензин | B 250 BlueEFFICIENCY        | з 09/2012        | M 270 DE 20 AL       | 1991 см³ | 211 к.с. (155 кВт) при 5500 об/хв      | 350 Нм при 1200–4000 об/хв |
| Дизель | B 160 CDI                   | з 09/2013        | ОМ 607 DE 15 LA      | 1461 см³ | 109 к.с. (80 кВт) при 4000 об/хв       | 250 Нм при 1750–2750 об/хв |
| Дизель | B 180 CDI                   | з 06/2013        | ОМ 607 DE 15 LA      | 1461 см³ | 109 к.с. (80 кВт) при 4000 об/хв       | 260 Нм при 1750–2500 об/хв |
| Дизель | B 180 CDI BlueEFFICIENCY    | з 09/2013        | ОМ 607 DE 15 LA      | 1461 см³ | 109 к.с. (80 кВт) при 4000 об/хв       | 260 Нм при 1750–2500 об/хв |
| Дизель | B 180 CDI                   | 11/2011-10/2013  | OM 651 DE 18 LA red. | 1796 см³ | 109 к.с. (80 кВт) при 3200–4600 об/хв  | 250 Нм при 1400–2800 об/хв |
| Дизель | B 200 CDI                   | з 11/2011        | OM 651 DE 18 LA      | 1796 см³ | 136 к.с. (100 кВт) при 3600–4400 об/хв | 300 Нм при 1600–3000 об/хв |
| Дизель | B 220 CDI                   | з 12/2012        | OM 651 DE 22 LA      | 2143 см³ | 170 к.с. (125 кВт) при 3000–4200 об/хв | 350 Нм при 1600–3000 об/хв |

## Третя генерація: W247, (з 2018)

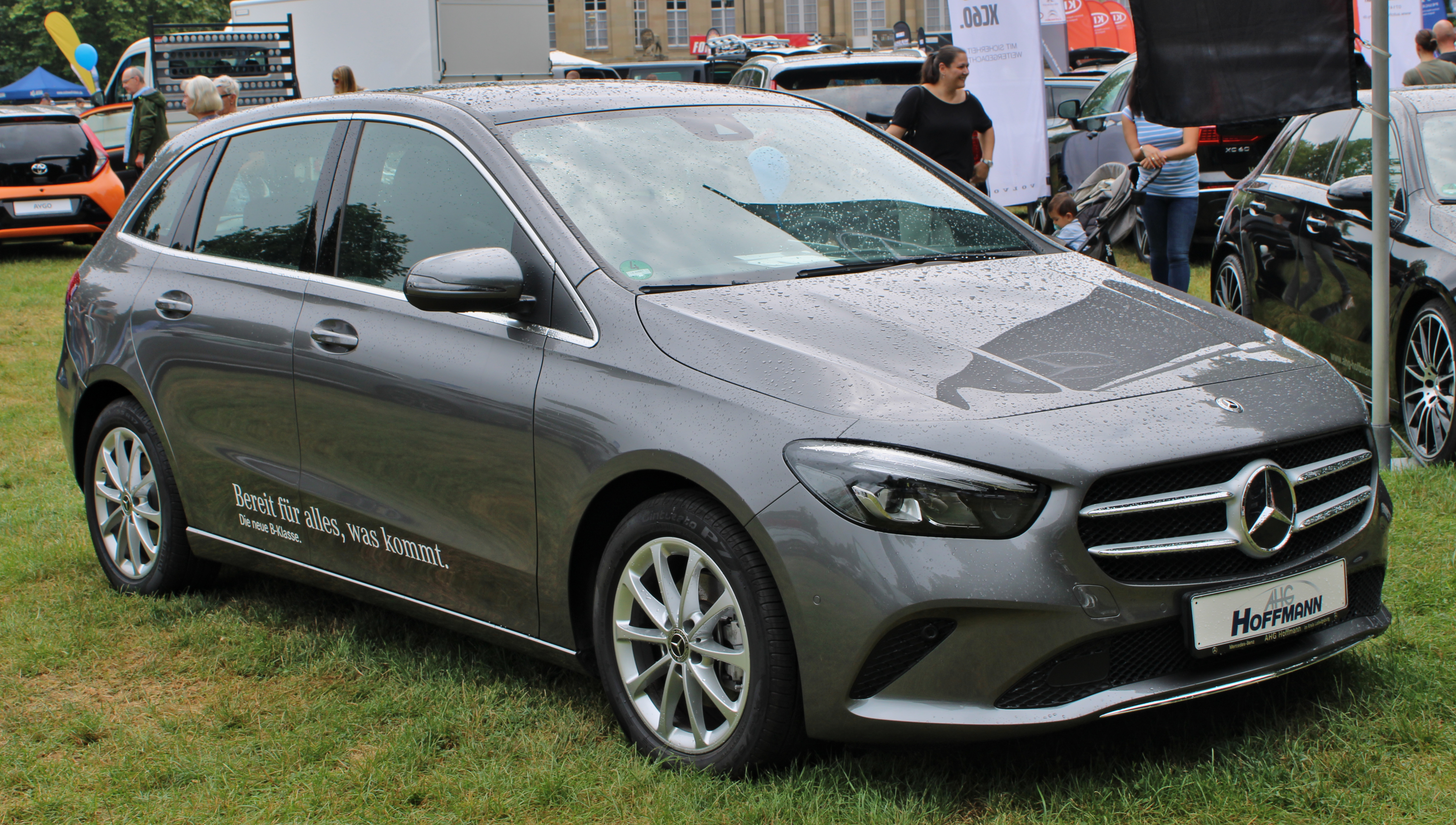
Mercedes-Benz B180 (W 247)

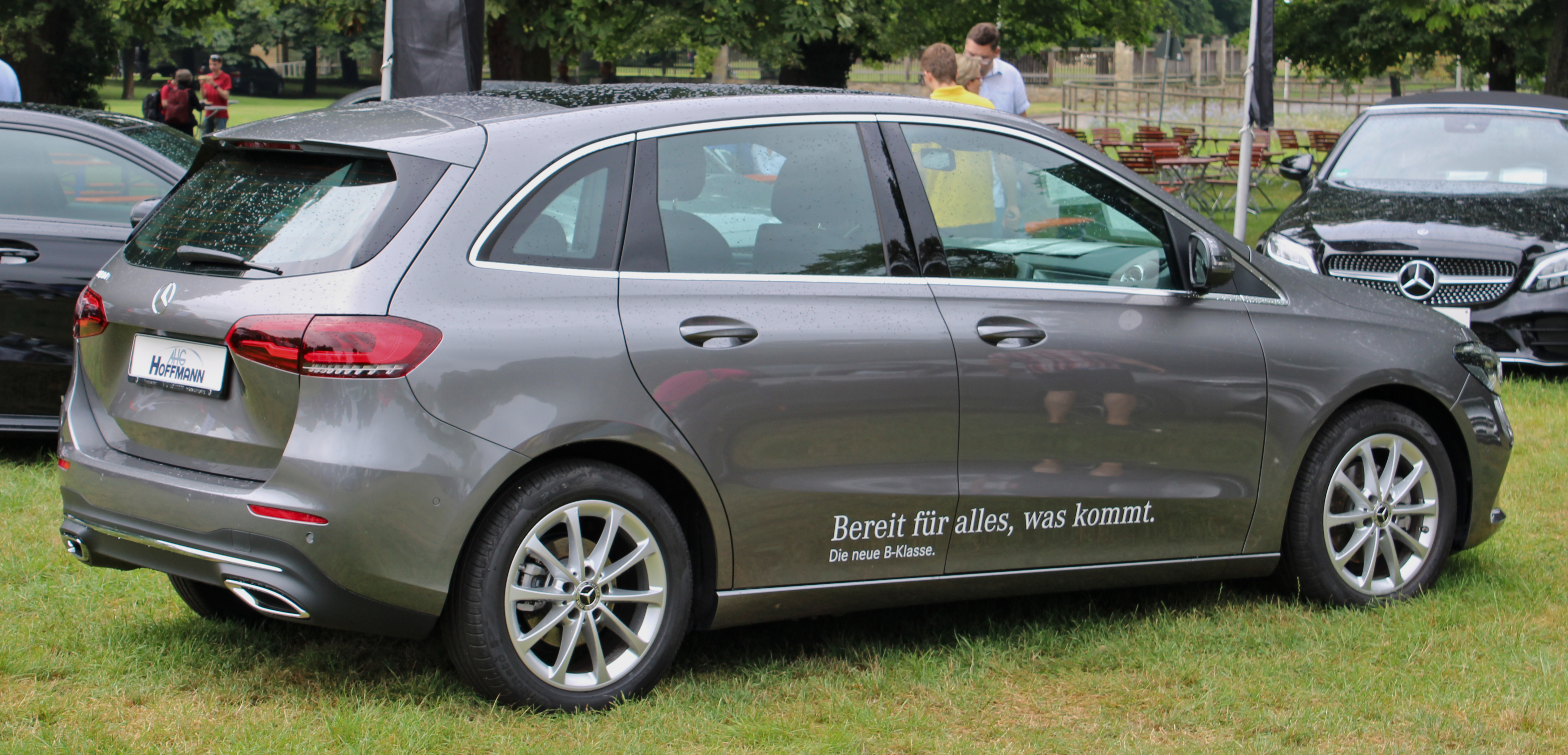
Mercedes-Benz B180 (W 247)

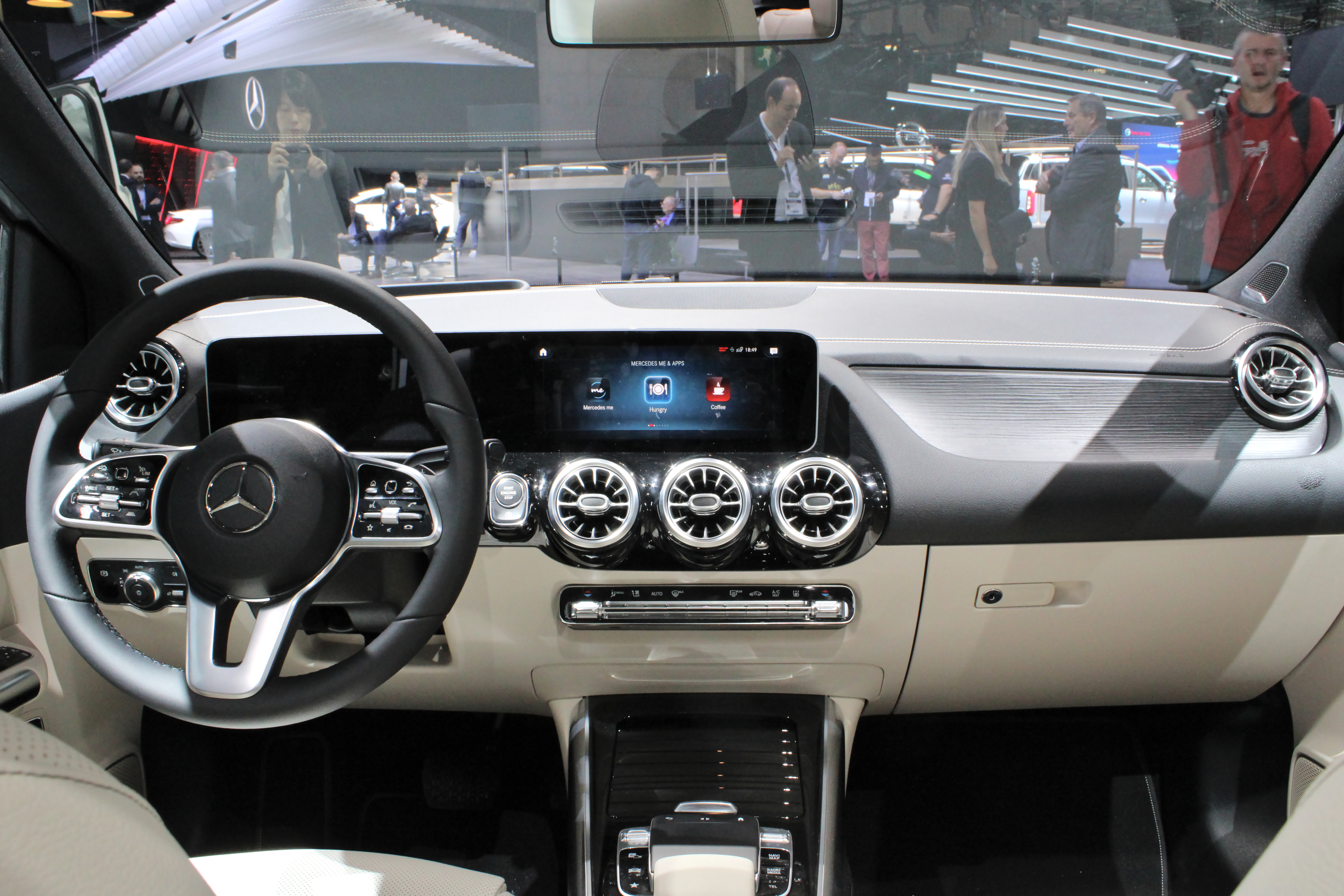

У продаж в Європі новий B-Class третього покоління надійде в грудні 2018 року. Зовні новий B-Class з заводським індексом W247 цілком пізнаваний, але помітні старання дизайнерів по частині спортивного іміджу. Колісна база як і раніше велика (2929 мм), але передній і задній звіси мінімальні. Загальна довжина кузова трохи виросла (4359 мм), є прибавка в ширині і висоті (1786 і 1557 мм). Коефіцієнт аеродинамічного опору покращено порівняно з попередником - 0,24 проти 0,25 раніше. Обсяг багажника можна регулювати в діапазоні 455-705 літрів в залежності від положення задніх сидінь. Якщо їх прибрати, то простір збільшиться до 1540 літрів.
На старті буде вибір між бензиновими модифікаціями B180 і B200 з 1,33-літровим турбомотором в двох варіантах потужності (136 к.с./200 Нм і 163 к.с./250 Нм відповідно). Дизельних модифікацій буде три, для них передбачені два мотора. Найдоступніший B180d (116 к.с./260 Нм) оснащений 1,5-літровим двигуном на важкому паливі. Дорожчі версії B200d і B220d отримають 2,0-літровий мотор (150 к.с./320 Нм і 190 к.с./400 Нм). Всі бензинові версії і початковий дизель B180d оснащені 7-ступінчастим «роботом», для двох найбільш потужних версій на важкому паливі призначений «робот» з вісьмома діапазонами.
Підвіску нового B-Class налаштовували з урахуванням збереження керованості колишнього покоління з додаванням більшого комфорту. Спереду стоять стійки «Макферсон», ззаду за замовчуванням - напівзалежна схема зі скручується балкою. У «старших» комплектаціях будуть повний привід 4Matic і «багатоважільна» ззаду.

### Двигуни
Бензинові
- 1.3 л M 282 DE 14 AL 109 к.с.
- 1.3 л M 282 DE 14 AL 136 к.с.
- 1.3 л M 282 DE 14 AL 163 к.с.
- 2.0 л M 260 DE 20 AL 190 к.с.
- 2.0 л M 260 DE 20 AL 224 к.с.

Дизельні
- 1.5 л OM 608 DE 15 SCR 116 к.с.
- 2.0 л OM 654q DE 20 SCR 150 к.с.
- 2.0 л OM 654q DE 20 SCR 190 к.с.